# 咸鏡北道 (日治時期)
咸鏡北道（日语：／ Kankyō-hoku-dō；：／ Hamgyŏngbuk-do）是朝鮮日治時期行政區劃，包括了現在朝鮮民主主義人民共和國的咸鏡北道與罗先直辖市
。
此地為經略滿洲的踏腳石，故同時也是朝鮮半島重工業的集中地。

## 人口
昭和11年現住戶口調査
- 總人口　813,893人
  - 日本人　45,433人
  - 朝鮮人　762,071人
  - 其他　6,389人

### 長官
| 任次 | 肖像 | 姓名 (生–卒)         | 在任時間      | 在任時間      | 備註 |
| ---- | ---- | -------------------- | ------------- | ------------- | ---- |
| 1    |      | 武井友貞 (–)         | 1910年10月1日 | 1913年2月14日 |      |
| 2    |      | 帆足準三 (1871–1913) | 1913年2月14日 | 1913年10月3日 |      |
| 3    |      | 桑原八司 (1869–)     | 1913年11月4日 | 1918年9月23日 |      |
| 4    |      | 上林敬次郎 (1867–)   | 1918年9月23日 | 1919年8月20日 |      |

### 知事
| 任次 | 肖像 | 姓名 (生–卒)           | 在任時間       | 在任時間       | 備註     |
| ---- | ---- | ---------------------- | -------------- | -------------- | -------- |
| 1    |      | 上林敬次郎 (1867–)     | 1919年8月20日  | 1921年8月5日   |          |
| 2    |      | 齋藤禮三 (1874–)       | 1921年8月5日   | 1923年2月24日  |          |
| 3    |      | 中野太三郎 (1880–1941) | 1923年2月24日  | 1926年8月14日  |          |
| 4    |      | 朴榮喆 (1879–1939)     | 1926年8月14日  | 1927年5月18日  |          |
| 5    |      | 朴相駿 (1876–1945)     | 1927年5月18日  | 1928年3月29日  | 朴澤相駿 |
| 6    |      | 安達房治郎 (1884–1968) | 1928年3月29日  | 1929年11月28日 |          |
| 7    |      | 古橋卓四郎 (1883–)     | 1929年11月28日 | 1931年9月23日  |          |
| 8    |      | 安藤袈裟一 (1881–1931) | 1931年9月23日  | 1931年9月29日  |          |
| 9    |      | 富永文一 (1891–)       | 1931年10月7日  | 1934年11月5日  |          |
| 10   |      | 竹内健郎 (1888–)       | 1934年11月5日  | 1936年7月30日  |          |
| 11   |      | 兒島高信 (1895–1947)   | 1936年7月30日  | 1940年3月9日   |          |
| 12   |      | 大野謙一 (1897–1968)   | 1940年3月9日   | 1942年10月23日 |          |
| 13   |      | 古川兼秀 (1901–1974)   | 1942年10月23日 | 1945年6月26日  |          |
| 14   |      | 渡部肆郎 (1904–1963)   | 1945年6月26日  | 1945年6月18日  |          |

### 附註
1. ↑  原殖產局長。
2. ↑  逝於任內。
3. ↑  改任忠清南道長官。
4. ↑  原忠清南道長官。
5. ↑  改任咸鏡北道知事。
6. ↑  原咸鏡北道長官。
7. ↑  原京城府尹。
8. ↑  原平安南道第三部長。
9. ↑  改任咸鏡南道知事。
10. ↑  原江原道知事。
11. ↑  原江原道知事。
12. ↑  改任黃海道知事。
13. ↑  原土地改良部長。
14. ↑  原江原道內務部長。
15. ↑  原京城府尹。
16. ↑  逝於任內。
17. ↑  原內務局（日语：朝鮮総督府内務局）地方課長。
18. ↑  改任京畿道知事。
19. ↑  原京畿道警察部長。
20. ↑  原鐵道局理事。
21. ↑  改任李王職次官。
22. ↑  原總督官房（日语：朝鮮総督府総督官房）外務部長。
23. ↑  改任學務局（日语：朝鮮総督府学務局）長。
24. ↑  原警務局（日语：朝鮮総督府警務局）保安課長。
25. ↑  改任平安南道知事。
26. ↑  原司政局地方課長。

## 行政区分
昭和11年（1936年）

### 府
- 清津府
- 羅津府

### 郡
- 鏡城郡
  - 羅南面、梧村面、朱乙温面、朱北面、朱南面、漁郎面、龍城面
- 明川郡
  - 下雩面、東面、西面、上雩北面、上雩南面、阿間面、上加面、下加面、下古面、上古面
- 吉州郡
  - 吉城面、雄坪面、東海面、徳山面、長白面、英北面、暘社面
- 城津郡
  - 城津邑、鶴城面、鶴上面、鶴中面、鶴東面、鶴西面、鶴南面
- 富寧郡
  - 富寧面、西上面、石幕面、青岩面、連川面、富居面、三海面、觀海面
- 茂山郡
  - 茂山面、東面、漁下面、延上面、延社面、三社面、三長面、西下面、永北面、豐溪面
- 会寧郡
  - 会寧邑、碧城面、雲頭面、鳳儀面、昌斗面、龍興面、八乙面、花豐面
- 鍾城郡
  - 鍾城面、南山面、行営面、龍溪面、華方面、豐谷面
- 穩城郡
  - 穩城面、柔浦面、永瓦面、永忠面、美浦面、訓戎面
- 慶源郡
  - 慶源面、安農面、東原面、龍徳面、有徳面、阿山面
- 慶興郡
  - 雄基邑、豊海面、上下面、慶興面、蘆西面

## 鐵道
昭和20年（1945年）當時有：

### 總督府鐵道
- 咸鏡線
- 惠山線
- 白茂線
- 茂山線
- 會寧煤礦線
- 康德線

### 私鐵
- 南滿洲鐵道北鮮西部線
- 南滿洲鐵道北鮮東部線
- 南滿洲鐵道雄羅線
- 南滿洲鐵道南羅津線
- 東滿洲鐵道
- 朝鮮人造石油株式会社線

## 道路
昭和2年（1927年）當時有：

### 一等道路
- 元山會寧線
- 會寧行營線
- 行營穏城線
- 輸城慶興線
- 輸城清津線
- 羅南清津線

### 二等道路
- 吉州茂山線
- 惠山鎮茂山線
- 鏡城慶源線
- 慶源鍾城線
- 茂山清津線
- 城津惠山鎮線
- 茂山慶興線
- 會寧穏城線
- 雄基穏城線

## 港灣
昭和6年（1931年）當時：

### 開港
- 雄基港
- 清津港
- 城津港

### 地方港
- 西水羅港
- 羅津港
- 漁大津港
- 大津港
- 梨津港
- 大良化港
- 西浦港